# تپه دهملا
تپه دهملا مربوط به دوران‌های تاریخی پس از اسلام است و در شهرستان شاهرود، بخش مرکزی، روستای دهملا واقع شده و این اثر در تاریخ ۱۰ دی ۱۳۸۱ با شمارهٔ ثبت ۶۹۴۸ به‌عنوان یکی از آثار ملی ایران به ثبت رسیده‌است.